# Бхаратанатьям

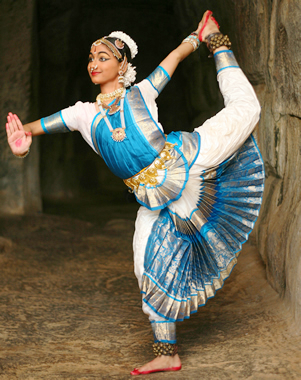
Індійська танцюристка, що зображає характерну позу Натараджа

Бгаратана́тьям (бга — «бгава», почуття, емоції; ра — «рага» — мелодія, та — «талам» — мистецтво ритму, натьям — танець) — вид театрального танцю, що зародився в Південній Індії, у штаті Тамілнад. Є одним з класичних стилів індійського танцю. Виконується лише жінками.
Спочатку мав сакральне значення, що підтверджують різні пози бгаратанатьям, висічені на стінах храмів Південної Індії. Виконувався храмовими танцюристками — девадасі, які грали не менш важливу роль, ніж жерці. Сюжети танцювальних композицій складали легенди про божество, на честь якого побудований храм, що описують його подвиги в боротьбі з демонами. Вважалося, що всі події в танці переживаються знову наяву, тому результат битви залежав від майстерності танцюристки: для перемоги божества вона мусила виконати свій танець бездоганно.

## Музичний супровід
У музичний ансамбль, що супроводжує бгаратанатьям, входять традиційні інструменти: ударні мріданга і тавіл, духові нагсварам і флейта, струнні скрипка і віна.

## Техніка
Техніка виконання сучасного бгаратанатьям включає 9 позицій/настроїв (любов, відраза, героїзм, страх, радість, сум, здивування, гнів і спокій), що передаються за допомогою рухів тіла, міміки і жестів.
Відмінною особливістю сучасного стилю є підкреслена геометрія поз, симетрія танцювального малюнка, різкі, точні та ясні рухи і підкреслена умовність міміки і жестів.

## Послідовність

### Пушпанджалі
На самому початку виступу виконується «пушпанджалі» — «привітання з квітами», що грає роль вступу. Танцюристка звертається до богів, вчителя і аудиторії, здійснюючи символічне підношення квітів, після чого може слідувати каутубам — молитовне звернення до богів Ганеші, Шиви або Карттикеї.

### Аларіпу
Бгаратанатьям починається з «аларіпу» (alaripu, allaripu, alarippu, з мови каннада — «бутон квітки, що розпускається») — короткого вступного танцю, в якому божеству підноситься квітка (квіти), просячи про вдалий виступ. Нерухома танцюристка поступово оживає: починають рухатися очі, брови, шия, поступово в танець включаються всі частини тіла. «Аларіпу» повторюється 4 рази, повертаючись до різних сторін світу для того, щоб всі люди, які прийшли в храм, могли повністю розгледіти танець так, як його бачить божество (при сценічному виконанні це не обов'язково).
«Аларіпу» містить тільки чистий танець — нрітту, в ньому немає абхінаї і сюжетної історії. Танець виконується під речитатив солукатта (sollukatta), в якості ударного інструменту використовується мріданга.

### Джатісварам
«Джатісварам» (jathiswaram, jatiswaram, де «джаті» (jati, jathi) — варіація, «сварам» — послідовність нот) — технічна танцювальна композиція, під час якої танцюристка показує різні ритмічні схеми, демонструючи акуратність рухів при високій швидкості і гнучкість та силу свого тіла.
Спочатку йде «тірманам» (tirmanam, teermanam), коли співак вимовляє речитативом «джаті» — композиції з складів. Потім танцюристка повторює їх за допомогою рухів у наростаючому темпі. Мріданга задає ритм (чооллу): на відміну від «аларіпу», крім ритму, тут є і мелодійна лінія, яку повинна відобразити у своїй пластиці танцюристка. Після цього починаються рухи, які повинні збігатися з початком і закінченням тієї чи іншої частини музичного супроводу — «корвей» (korveis). Їх близько 5 і кожна з них зазвичай довша і складніша за попередню.

### Шабдам
«Шабдам» (sabdam) — танець-молитва, що демонструє акторську майстерність абхіная. Сюжетний танець з вокальним акомпанементом — поетичним текстом на санскриті, телугу або тамілі — чергується з короткими фрагментами чистого танцю під речитатив «джаті». Виконуючи «шабдам», танцюристка не зображує події, а розповідає про них за допомогою пантоміми та хореографії. Варіантом «шабдама» є «джасогіта» — пісня на честь бога або царя.

### Варнам
Як і в співах бхаджан і кіртан, що оспівують подвиги божества, у виконанні танців «варнам» і «падам» важливе почуття релігійної відданості. «Варнам» (varman) є центральною частиною бгаратанатьям, тут демонструється повний набір існуючих жестів і поз цього стилю. Нрітта, віртуозний танець під речитатив, зливається з ліричною історією, що розповідається за допомогою абхінаї.
В основі композиції зазвичай лежить вірш, що розповідає про наїке — закохану дівчину, яка чекає свого коханого, причому об'єднання героїв є алегорією злиття душі з божественним началом, тоді як подруга героїні, що допомагає закоханим — символ гуру, що вказує шлях людської душі. Кожен рядок поеми повторюється кілька разів, при цьому танцюристка варіює свій танець, демонструючи володіння бхавою: чим вищий її професійний рівень, тим більше варіацій вона здатна показати.
Пісня зазвичай має тричастинну структуру і складається з паллаві (pallavi — пагін, паросток") — діалогу у формі запитань і відповідей, анупаллаві і закінчення чаранум. За 30-40 хвилин, які триває «варнам», танцюристка має показати безліч різних образів, і вміло, не втрачаючи цілісності композиції, переходити від нрітти до акторського мистецтва абхінаї.

### Падам
«Падам» (padam — слово, фраза) — найбільш лірична, прониклива і мелодійна композиція, виконується в помірному або повільному темпі. В його основі завжди лежить вірш, що розповідає про життя Крішни. У танцювальній пантомімі, наповненій емоціями, танцюристка створює образи, використовуючи знакову мову жестів. У падамі часто використовуються «аштападі» (ashtapadi) з поеми Джаядеви «Гітаговінда», в яких описуються взаємини Крішни з його коханою Радгою та іншими дівчатами-пастушками гопі. Замість аштападі з «Гітаговінди» також можуть використовуватися падами про бога Муруга, написані в середні віки тамільською мовою, падами XVI століття композитора Кшетрагня і інші поетичні твори.

### Тілана
Для «тіланы» (tilana, tillana, thilana, thillana) характерні висока швидкість, посилена робота ніг, енергійні рухи і різноманітні ритмічні малюнки. Танець супроводжується одноманітним повторюваним мотивом з звуконаслідувальних слів, що не несуть смислового навантаження, покладеним на постійно мінливий ритм. Цей танець, в якому танцюристка демонструє свої максимальні технічні можливості, близький до тарані в «катхаку» і тарьянам в «одіссі».

### Шлокам та мангалам
У закінченні бгаратанатьям виконується «шлокам» (slokam) — звернення до богів. Танцюристка вимовляє шлоку на санскриті і виконує намаскар — привітання і прощання. Іноді в кінці виступу може виконуватися танець побажання щастя — «мангалам», який раніше виконувався на початку виступу.
Всі частини бгаратанатьям контрастують одна з одною не тільки за наповненням, але й за темпом: динамічно зростаючий «аларіпу» змінюється ліричним «джатісварамом», з повільним «падамом» контрастує віртуозна «тілана».

### Джавалі
Іноді в бгаратанатьям також включається сюжетний танець «джавалі», що зазвичай розповідає про дівчину, яка збирається на побачення з коханим. Композиція виконується мовою телугу, при цьому використовуються строфи «Гітаговінди», більш популярні в стилі кучіпуді. «Джавалі» виконується швидше інших сюжетних танців і не має настільки певного релігійного характеру. На відміну від «падама», він більш легкий, грайливий і радісний.

## Поширення
Всі частини бгаратанатьям мають певні канонізовані форми. «Аларіпу» і «джатісварам» відрізняються строго певною мелодією (варіюється лише її обробка) і точноб послідовністю рухів. Оскільки ці танці обмежені каноном і в них важче самовиражатися, в Індії вони менш популярні, ніж інші частини бгаратанатьями, і виконуються рідше. Навпаки, за межами Індії, «аларіпу», «джатісварам» а також «тілана» — найбільш популярні танці бгаратанатьями, оскільки вони засновані на чисто танцювальній нрітті і не вимагають освоєння абхінаї, де важливо розуміння поетичного тексту.